# Municipio de Savannah (Carolina del Norte)
El municipio de Savannah (en inglés: Savannah Township) es un municipio ubicado en el  condado de Jackson en el estado estadounidense de Carolina del Norte. En el año 2010 tenía una población de 1.495 habitantes.

## Geografía
El municipio de Savannah se encuentra ubicado en las coordenadas 35°17′15.36″N 83°15′54.54″O / 35.2876000, -83.2651500.